# Naruto: Gekitō Ninja Taisen! 4
 (mars 2019).
Si vous disposez d'ouvrages ou d'articles de référence ou si vous connaissez des sites web de qualité traitant du thème abordé ici, merci de compléter l'article en donnant les références utiles à sa vérifiabilité et en les liant à la section « Notes et références ».
Naruto: Gekitō Ninja Taisen! 4 est le 4e opus de la série de jeux vidéo de combat Naruto: Gekitō Ninja Taisen sortie au Japon en 2005 en jeu vidéo sur GameCube.
Il réunit une quarantaine de personnages du manga Naruto dont Naruto Uzumaki, Sasuke Uchiwa et Orochimaru. Il boucle la première partie du manga avec l'affrontement entre Naruto Uzumaki et Sasuke Uchiwa. Le jeu possédant un faible mode histoire, il mise surtout sur le mode mission. Le jeu réunit un bon nombre de personnages en plus de d'offrir des diversités au niveau du gameplay supplémentaires contrairement aux antécédents. Le jeu est fidèle à la série Naruto. Le jeu ne sortira probablement jamais en France, la Gamecube étant en fin de production et supplantée par la Wii. Naruto Clash of Ninja étant l'équivalent de Naruto: Gekitō Ninja Taisen 2; Naruto: Gekitō Ninja Taisen 4 est l'équivalent de Naruto Clash of Ninja 3. Il reste encore Naruto Clash of Ninja 2 en Europe qui n'est pas sorti. L'Europe prendra donc du retard par rapport au Japon. L'import restera donc la meilleure option pour les fans.